# София Сотириу
Софѝя Сотирѝу (на гръцки: Σοφία Σωτηρίου) е гръцка телевизионна, театрална и кино актриса, сценаристка и писателка.

## Биография
Родена е в македонския град Сяр, Гърция. Завършва Богословския факултет на университета „Аристотел“ в Солун. Паралелно учи актьорско майсторсто в Театралното училище на Йоргос Рондидис и театър в Атинския университет. Прави следдипломна квалификация в Солунския университет. Като актриса работи в държавни и частни театри. Играе роли в класически пиеси, както и в телевизионни продукции на ЕРТ1 и в драматизирани документални филми. В киното играе във филмите „Смелчаците от Самотраки“ (Οι Γενναίοι της Σαμοθράκης), „Морално благоденствие“ (Ηθικόν Ακμαιότατον), „Въртележка“ (Carousel) и в сериала „Забравени форми“ (Λησμονημένες Μορφές).
Членка е на Съюза на писателите на Гърция и на Съюза на актьорите на Гърция.

## Творчество